# Olympia Press
La Olympia Press è una casa editrice oggi statunitense ma fondata nel 1953 con sede a Parigi, dove pubblicò testi in inglese fuori dai confini nazionali per sfuggire la censura. Erano infatti prevalentemente romanzi considerati erotici e di controcultura, inclusi alcuni della Beat Generation. L'idea era di farli comprare agli anglofoni di passaggio nella città più frequentata all'estero, con l'idea che la censura francese sarebbe stata più tollerante, anche perché non tutti là leggevano in inglese.
La casa editrice fu fondata da Maurice Girodias (1919-1990), il cui vero cognome era Kahane. Suo padre era Jack Kahane (1887-1939), che aveva già fondato a Parigi la Obelisk Press (dove per esempio uscì per la prima volta Tropico del Cancro di Henry Miller).
Tra i libri più noti della Olympia Press risultano le prime edizioni di Lolita di Vladimir Nabokov; Pasto nudo di William S. Burroughs; The Ginger Man di J. P. Donleavy; Histoire d'O di Pauline Réage; Candy, di Terry Southern e Mason Hoffenberg; e altri libri di Alexander Trocchi, Henry Miller, Barry N. Malzberg, Sinclair Beiles, Iris Owens (Harriet Daimler), John Stevenson (Marcus Van Heller) ecc.
L'editore ebbe diversi problemi con gli autori, anche perché questi raramente erano contenti della stampa, che comportava spesso errori di ortografia. Dopo aver abbandonato la Francia negli anni 1960, tentò di ristabilire la casa editrice a New York e a Londra. Altri tentativi, anche non direttamente collegati a Girodias, furono fatti in Germania e in Italia.
Grove Press ha poi pubblicato un'antologia, The Olympia Reader (1965, 725 pp.), con brani scelti dai suoi libri. Anche The Best of Olympia (1963, Olympia Press; e 1966, New English Library) è un'antologia della casa editrice.
Olympia Press negli anni 2000 è tornata in attività con sedi a Washington, Londra e Francoforte sul Meno.